# Дянь (государство)
Государство Дянь  (кит. 滇國; вьет. Điền quốc, Дьен, Тьен или Тиен) — древнейшее государственное образование народа и (вьет. Di, Màn Di, Зи, Манзи). Существовало в окрестностях одноимённого озера на севере Юньнаня с IV в. до н. э. Было завоёвано ханьским императором У-ди в 109 г. до н. э. Иногда отождествляется с государством Тэйау (Западное Оу).
В 1954 г. китайские археологи вскрыли захоронения дяньских правителей в местечке Шичжайшань. Среди погребального инвентаря были обнаружены навершия боевых барабанов и прочие бронзовые предметы, свидетельствующие о высочайшем уровне литья. Фигуры людей и животных по мастерскому исполнению и экспрессивности выдерживают сравнение со скифским звериным стилем (можно предположить тохарское влияние). 

Дяньская бронза
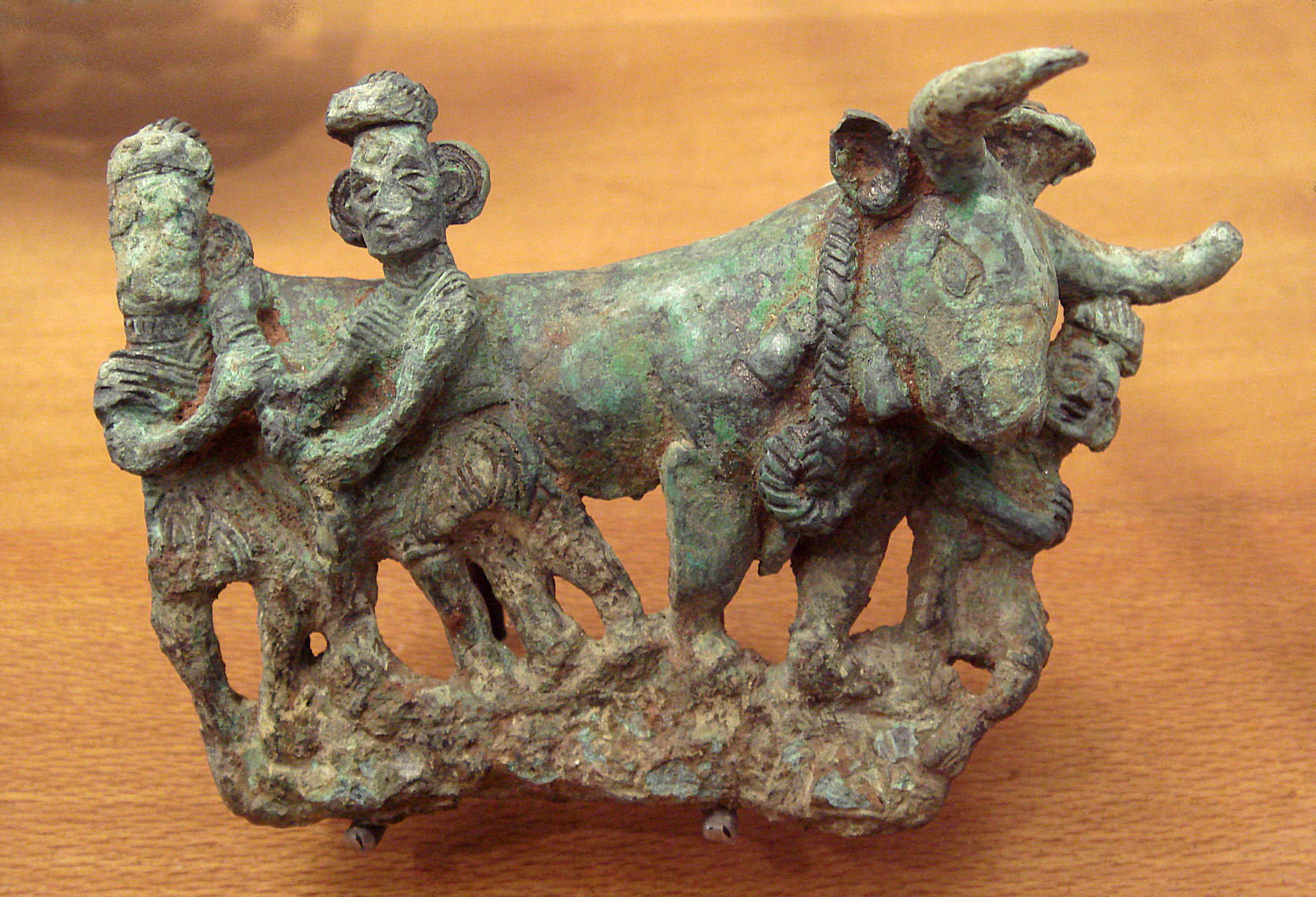
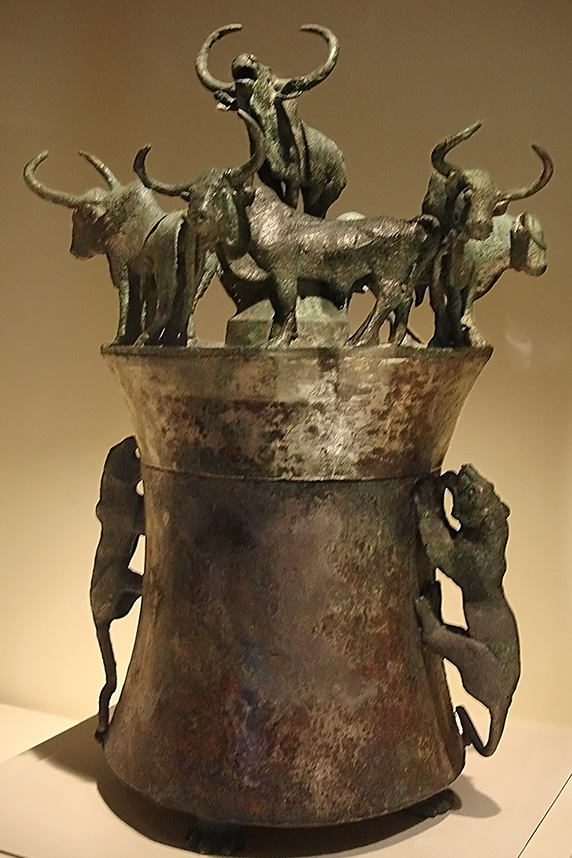
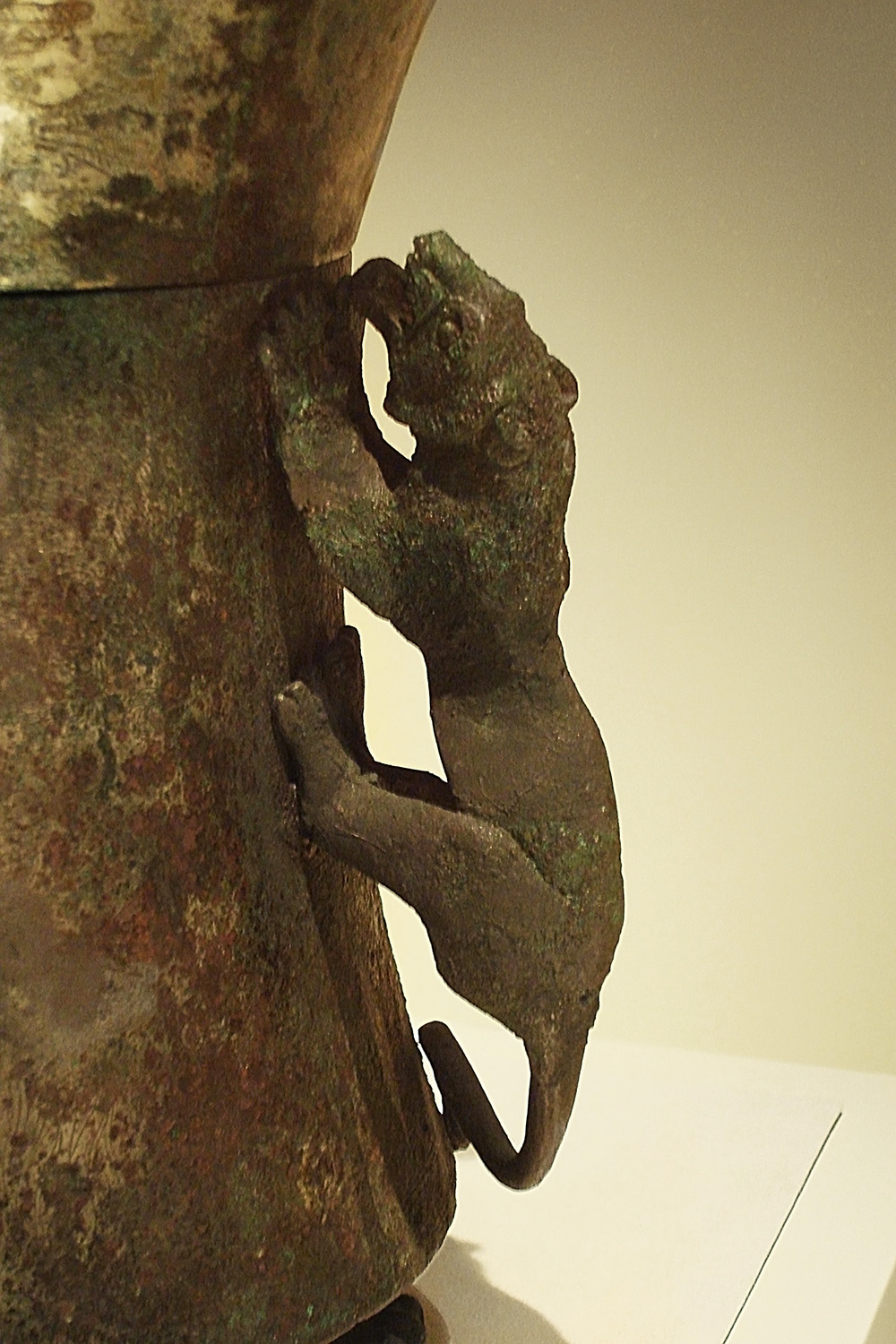
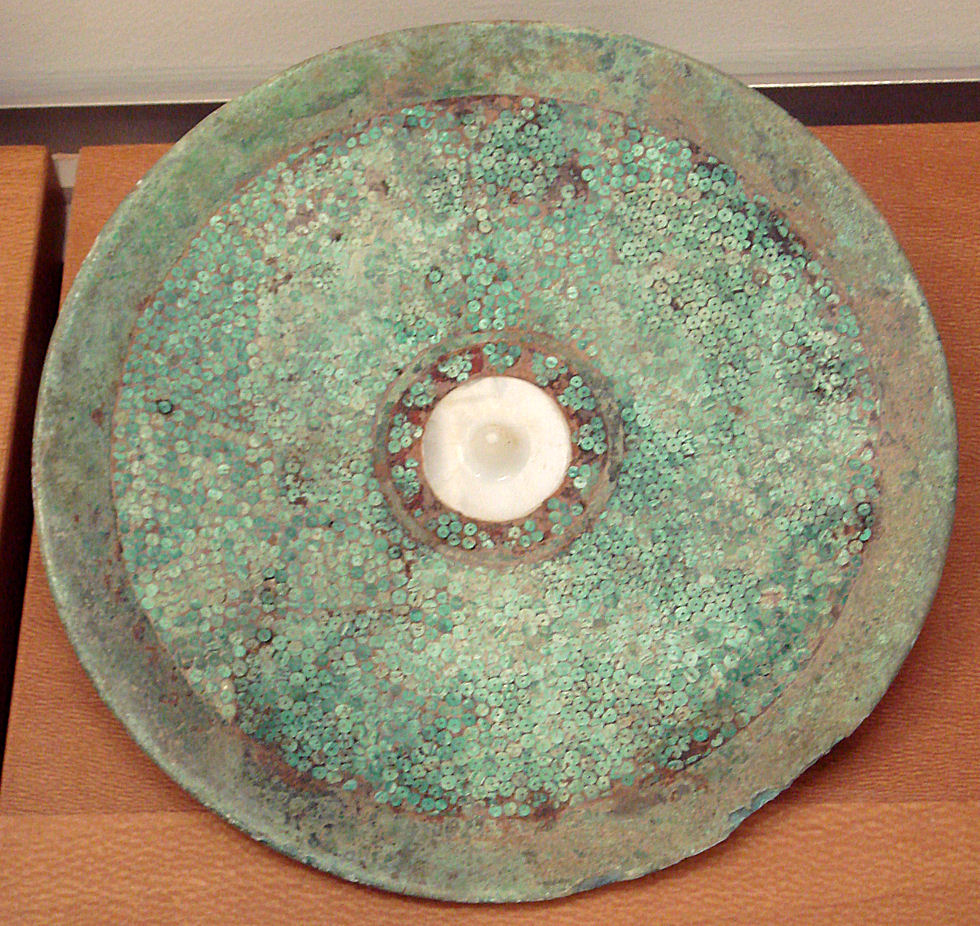